# Vada (Romeinse plaats in Nederland)
Vada was een Romeinse nederzetting in de provincie Neder-Germanië (Germania Inferior). Vada wordt vermeld in de Historiae van de Romeinse geschiedschrijver Tacitus, en lag waarschijnlijk bij het huidige Kessel (Noord-Brabant).

## Vada en de Bataafse Opstand
Volgens het verslag van Tacitus over de Bataafse Opstand was Vada een van de plaatsen die door Julius Civilis werden aangevallen in 70 n. Chr. Tijdens een groot offensief vielen de Bataven tegelijkertijd de legerplaatsen Arenacum (Rindern bij het huidige Kleef), Batavodurum (Nijmegen), Grinnes (Rossum?) en Vada aan. In Grinnes en Vada lagen kampen van hulptroepen infanterie en cavalerie. De aanval op Vada werd geleid door Julius Civilis zelf. Het zag er eerst slecht uit voor de Romeinse troepen, maar nadat Cerialis met cavalerie te hulp was gekomen, werden de Bataafse aanvallers richting rivier gedreven. Civilis ontkwam door de rivier over te zwemmen..

## Locatie van Vada
Waar Vada lag is niet met zekerheid bekend, maar historici en archeologen plaatsen het over het algemeen bij het huidige Kessel. Daar zijn bij baggerwerkzaamheden in de Maas grote hoeveelheden vondsten gedaan daterend uit de Late IJzertijd en Romeinse tijd, die wijzen op de nabijheid van een Germaans heiligdom. Op dezelfde locatie werd in de Laat-Romeinse tijd waarschijnlijk een castellum gebouwd.. Recent is de locatie ook in verband gebracht met de veldslag van Julius Caesar tegen de Germaanse stammen van de Tencteri en Usipeten in het jaar 55 voor Christus.